# 432 (tal)
432 är det naturliga heltal som följer 431 och följs av 433.

## Matematiska egenskaper
- 432 primfaktoriseras endast som 2:or och 3:or[1].
- 432 är ett polygontal[1].
- 432 är ett jämnt tal.
- 432 är ett Akillestal

## Inom vetenskapen
- 432 Pythia, en asteroid.